# Stettler (Alberta)
Stettler (offiziell Town of Stettler) ist eine Gemeinde im südlichen Zentrum von Alberta, Kanada, die seit 1906 den Status einer Kleinstadt (englisch Town) hat. Die Gemeinde liegt nordöstlich der kanadischen Badlands im landwirtschaftlich geprägten Palliser-Dreieck in der Region Zentral-Alberta und wurde nach einem der Gründerväter, dem gebürtigen Schweizer Carl Stettler, benannt. Stettler liegt etwa 80 Kilometer östlich von Red Deer bzw. 220 Kilometer nordnordöstlich von Calgary, an der Kreuzung des Alberta Highway 12 mit dem Alberta Highway 56.
In Stettler hat der Verwaltungsbezirk („Municipal District“) County of Stettler No. 6 seinen Verwaltungssitz.

## Geschichte
1903 kam eine Gruppe Siedler nach Alberta und ließ sich östlich des heutigen Standortes der Gemeinde nieder. Das Zentrum dieser schweizerisch-deutschen Kolonie war das Gehöft von Carl Stettler. Dort wurde 1905 auch ein Postamt, unter dem Namen „Blumenau“, errichtet und Carl Stettler wurde der erste Postmeister. 1905 erreichte dann eine Strecke der Canadian Pacific Railway die Gegend. Schnell verlagerte sich das Zentrum der Siedlung an die Strecke. Im Juni 1906 erhielt dieses neue Zentrum der Ansiedlung, nun unter dem Namen „Stettler“, den offiziellen Status eines Dorfes (englisch Village) und im November 1906 bereits den einer Kleinstadt.

## Demographie
Der Zensus im Jahr 2016 ergab für die Gemeinde eine Bevölkerungszahl von 5952 Einwohnern, nachdem der Zensus im Jahr 2011 für die Gemeinde eine Bevölkerungszahl von nur 5748 Einwohnern ergeben hatte. Die Bevölkerung hat damit im Vergleich zum letzten Zensus im Jahr 2011 leicht um 3,5 % zugenommen, während der Provinzdurchschnitt bei einer Bevölkerungszunahme von 11,6 % lag. Auch im Zensuszeitraum 2006 bis 2011 hatte die Einwohnerzahl in der Gemeinde leicht um 5,6 % zugenommen, während sie im Provinzdurchschnitt um 10,8 % zunahm.

## Verkehr
Stettler ist an das Fernstraßennetz durch die Alberta Highway 12 sowie Alberta Highway 56 angeschlossen. In der Gemeinde kreuzen sich weiterhin die Eisenbahnstrecken verschiedener Gesellschaften. Ein örtlicher Flughafen (IATA-Code: -, ICAO-Code: -, Transport Canada Identifier: CEJ3), mit nur einer asphaltierten Start- und Landebahn von 914 Metern Länge, liegt südwestlich der Stadtgrenze.

## Persönlichkeiten
- Susan Sloan (* 1958), Schwimmerin